# Porte d'Italie

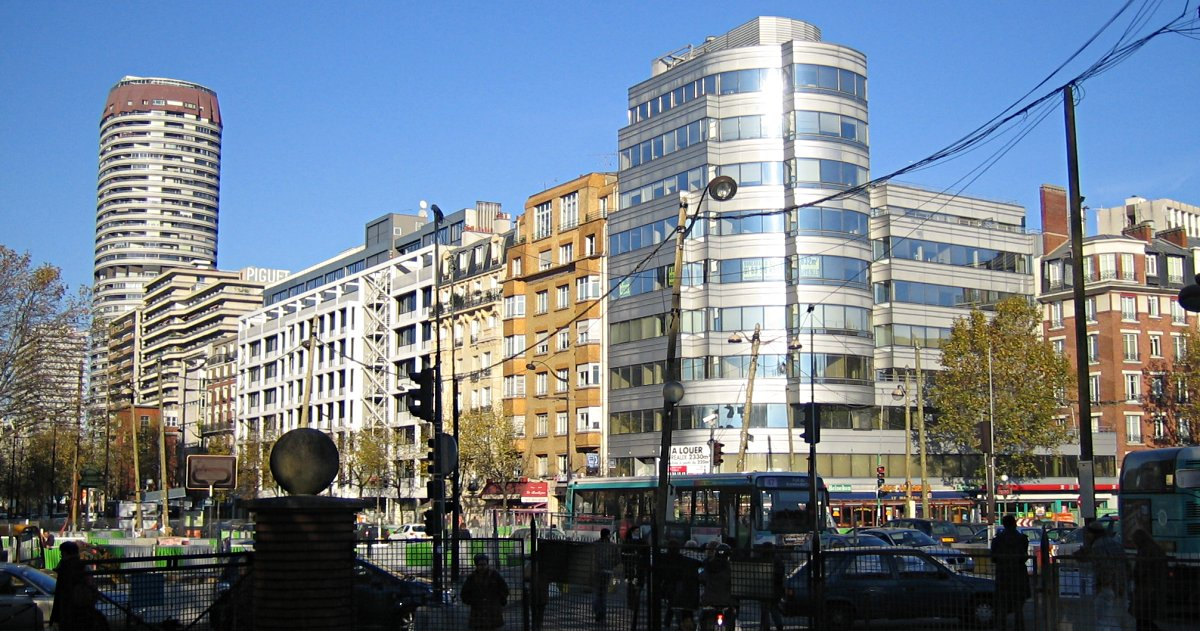
Vista do Porte d'Italie, Paris XIIIe. 2005.

Porte d'Italie é um dos "portões" da cidade de Paris, localizado no 13º arrondissement, no cruzamento da Avenue d'Italie, Boulevard Massena, Avenue de la Porte d'Italie e rua Kellermann, em frente ao Kremlin-Bicetre.
O "Porte d'Italie" é o ponto de partida da Route nationale 7 entre Paris e a Itália, daí o nome.
Está convenientemente localizado entre os bastiões 87 e 88 da antiga muralha de Thiers.

## Histórico
O Porte d'Italie ocupa um terreno situado entre os bastiões nºs 87 e 88 do antigo recinto de Thiers.
Durante a libertação de Paris no final da Segunda Guerra Mundial, além da Porte d'Orléans, foi por esta porta que alguns dos primeiros elementos da Segunda Divisão Blindada entraram em Paris em 24 de agosto de 1944: o primeiro O francês livre era de fato o capitão Raymond Dronne, com sua 9ª companhia, o Nueve (regimento de marcha do Chade).